# 斯皮格尔曼怪
斯皮格尔曼怪是一种仅由218个核苷酸组成的RNA链，可被RNA依赖的RNA聚合酶（也称为Qβ复制酶）复制。它以其创造者索尔·斯皮格尔曼命名，于1965年被首次提出。

## 发现过程
斯皮格尔曼将一种简单的RNA病毒——Qβ噬菌体的RNA引入含有Qβ复制酶、游离核苷酸和盐类的溶液中。在这种环境下，RNA开始复制。
随后，斯皮格尔曼取出部分复制产物，转移到另一个新鲜试管中，重复这一过程。 由于较短的RNA链能够更快复制，选择压力使RNA链不断缩短。经过74代演化，原始约4500核苷酸的RNA最终退化为仅218个碱基的“微型基因组”，在该非自然体系中复制速度极快。

## 后续工作
曼弗雷德·埃根（Manfred Eigen）实验室的M. Sumper与R. Luce重复了该实验，但在体系中只加入游离核苷酸和Qβ复制酶，没有外源RNA。他们发现，在适当条件下，Qβ复制酶能够自发合成RNA，并演化成与斯皮格尔曼怪相似的形式。
后来，埃根进一步发展此体系，使用HIV-1逆转录酶与T7 RNA聚合酶的组合，将最小所需碱基数降至48或54，以满足复制酶的结合需求。